# Algund Dorf
Algund Dorf  ist eine Fraktion der Gemeinde Algund im Burggrafenamt in Südtirol ( Italien).

## Lage

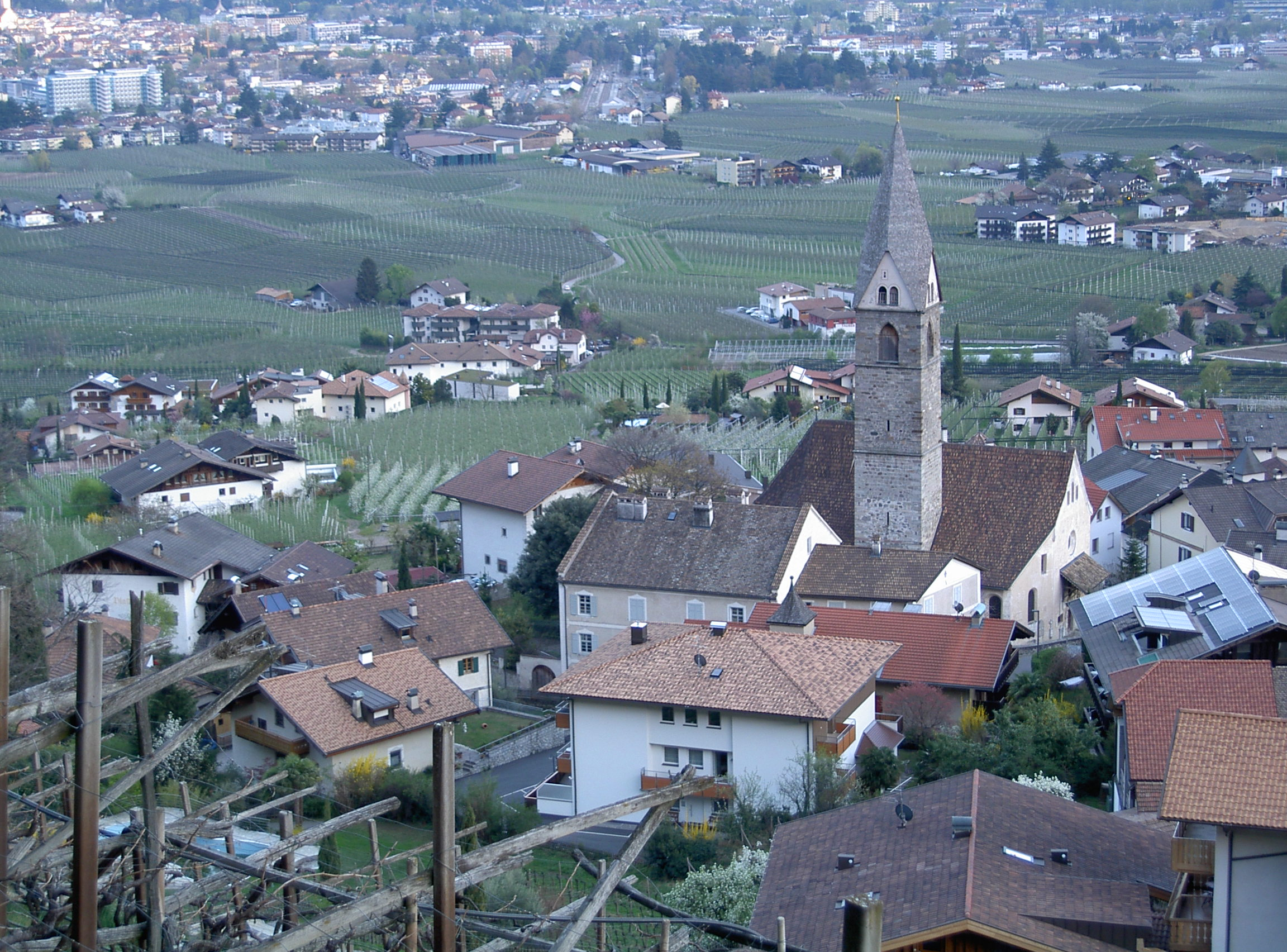
Blick vom Waalweg auf das Dorf Algund mit der Pfarrkirche St. Hippolyt und Erhard

Algund Dorf liegt auf etwa 300–350 m Meereshöhe im Nordwesten des Meraner Talkessels etwa einen Kilometer vom heutigen Algunder Gemeindezentrum Mühlbach entfernt. Nördlich von Dorf verläuft der Algunder Waalweg.

## Geschichte
Erstmals erwähnt wurde Algund Dorf anlässlich einer Besitzbestätigung Papst Alexanders III. für Kloster Marienberg aus dem Jahr 1178 (in vico Aligunde).
Die alte Pfarrkirche St. Hippolyt und Erhard ist das Zentrum von Dorf. Sie wurde im 12. Jahrhundert erwähnt und steht heute unter Denkmalschutz. Im Umfeld der Kirche befinden sich ein kleiner Friedhof und ein kleiner Brunnen mit dem Jesus-Kreuz, der zum Platterhof gehört. Der Platterhof ist einer der ältesten Höfe in Algund. Erstmals wurde der Hof im Jahre 1388 im Urbar auf Schloss Tirol erwähnt.

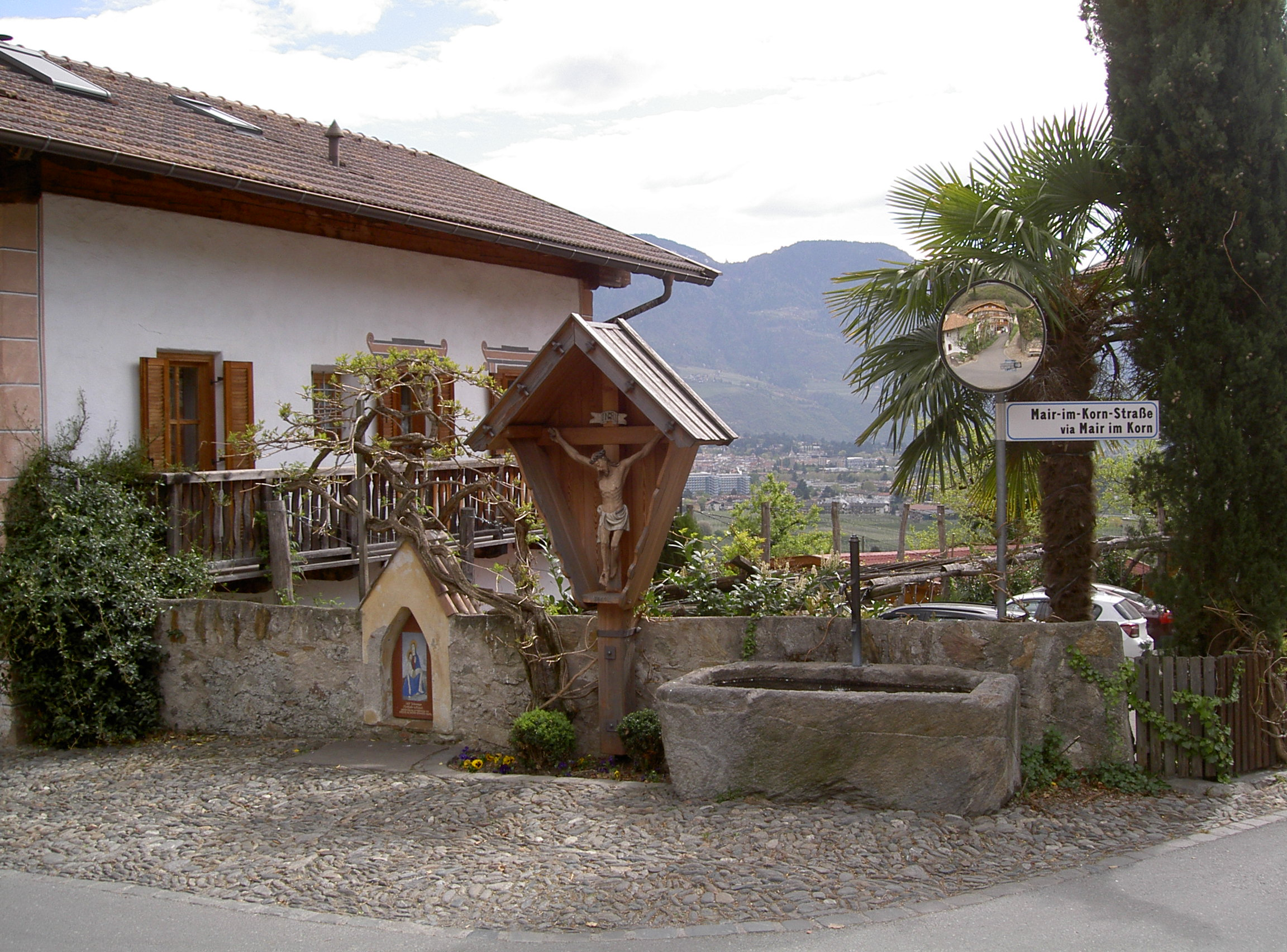
Brunnen mit Jesus-Kreuz am Platterhof